# Deaflympics d'été de 1973
Les Deaflympics d'été de 1973, officiellement appelés les XII World Games for the Deaf, a lieu le 21 juillet 1973 au 28 juillet 1973 à Malmö, en Suède .
Ces Jeux rassemblent 1116 athlètes de 31 pays. Ils participent à onze sports et douze disciplines qui regroupent un total de quatre-vingt dix-sept épreuves officielles.

## Sport
Les Deaflympics d'été de 1973 a douze disciplines dont huit individuelles et quatre en équipe.

### Sports individuels
- Athlétisme
- Cyclisme sur la route
- Lutte libre
- Lutte gréco-romaine
- Natation
- Tennis
- Tennis de table
- Tir sportif

### Sports en équipe
- Basket-ball
- Football
- Handball
- Volleyball

## Pays participants
Les Deaflympics d'été de 1973 ont accueilli 1116 athlètes de 31 pays: 
- Allemagne de l'Ouest
- Allemagne de l'Est
- Argentine
- Australie
- Belgique
- Bulgarie
- Canada
- Tchécoslovaquie
- Danemark
- États-Unis
- Finlande
- France
- Royaume-Uni
- Hongrie
- Inde
- Iran
- Irlande
- Israël
- Italie
- Japon
- Pays-Bas
- Nouvelle-Zélande
- Norvège
- Pologne
- Roumanie
- Union soviétique
- Espagne
- Suède
- Suisse
- Venezuela
- Yougoslavie

## Compétition

### La France aux Deaflympics
Il s'agit de sa 12e participation aux Deaflympics d'été. 39 athlètes français étaient venus pour concourir sous le drapeau français, et ils ont pu remporter trois médailles d'or, trois médailles d'argent et une médaille de bronze.